# Kilejewo (Baszkortostan)
Kilejewo (ros. Килеево) – wieś (sieło) w Rosji, w Baszkortostanie, w rejonie bakalińskim. W 2021 liczyła 414 mieszkańców.